# Dziennik cwaniaczka (film 2010)
Dziennik cwaniaczka (ang. Diary of a Wimpy Kid) – amerykańska komedia z 2010 roku w reżyserii Thora Freudenthala na podstawie książki o tej samej nazwie autorstwa Jeffa Kinneya.
Serwis Rotten Tomatoes przyznał mu wynik 54%.

## Fabuła
11-letni Greg Heffley (Zachary Gordon) rozpoczyna naukę w gimnazjum. Jego marzeniem jest zostać popularnym. Wie jednak, że w miejscu, „gdzie chuderlawe słabeusze dzielą korytarze z dzieciakami, które są wyższe, wredniejsze i już się golą”, nie jest to łatwe. Swoje przeżycia opisuje w dzienniku.

## Obsada
- Zachary Gordon jako Greg Heffley
- Robert Capron jako Rowley Jefferson
- Rachael Harris jako Susan Heffley
- Steve Zahn jako Frank Heffley
- Devon Bostick jako Rodrick Heffley
- Connor i Owen Fielding jako Manny Heffley
- Chloë Moretz jako Angie Steadman
- Karan Brar jako Chirag Gupta
- Grayson Russell jako Fregley
- Laine MacNeil jako Patty Farrell
- Alex Ferris jako Collin Lee
- Andrew McNee jako Coach Malone
- Rob LaBelle jako pan Winsky
- Richard Dreyfuss jako tata Rowleya
- Jennifer Clement jako Mrs. Flint
- Belita Moreno jako Mrs. Norton

## Ścieżka dźwiękowa
- „Intergalactic” by Beastie Boys
- „What Do You Want From Me (Diary of a Wimpy Kid Mix)” by Forever the Sickest Kids
- „Total Eclipse of the Heart”
- „Never Miss a Beat” by Kaiser Chiefs
- „You're Supposed to Be My Friend” by 1990s
- „Super Freak” by Rick James
- „Cobrastyle” by Teddybears
- „Danger! High Voltage” by Electric Six